# AGM-78 Standard ARM
AGM-78 Standard ARM är en signalsökande attackrobot som användes av USA:s flygvapen bland annat i vietnamkriget.

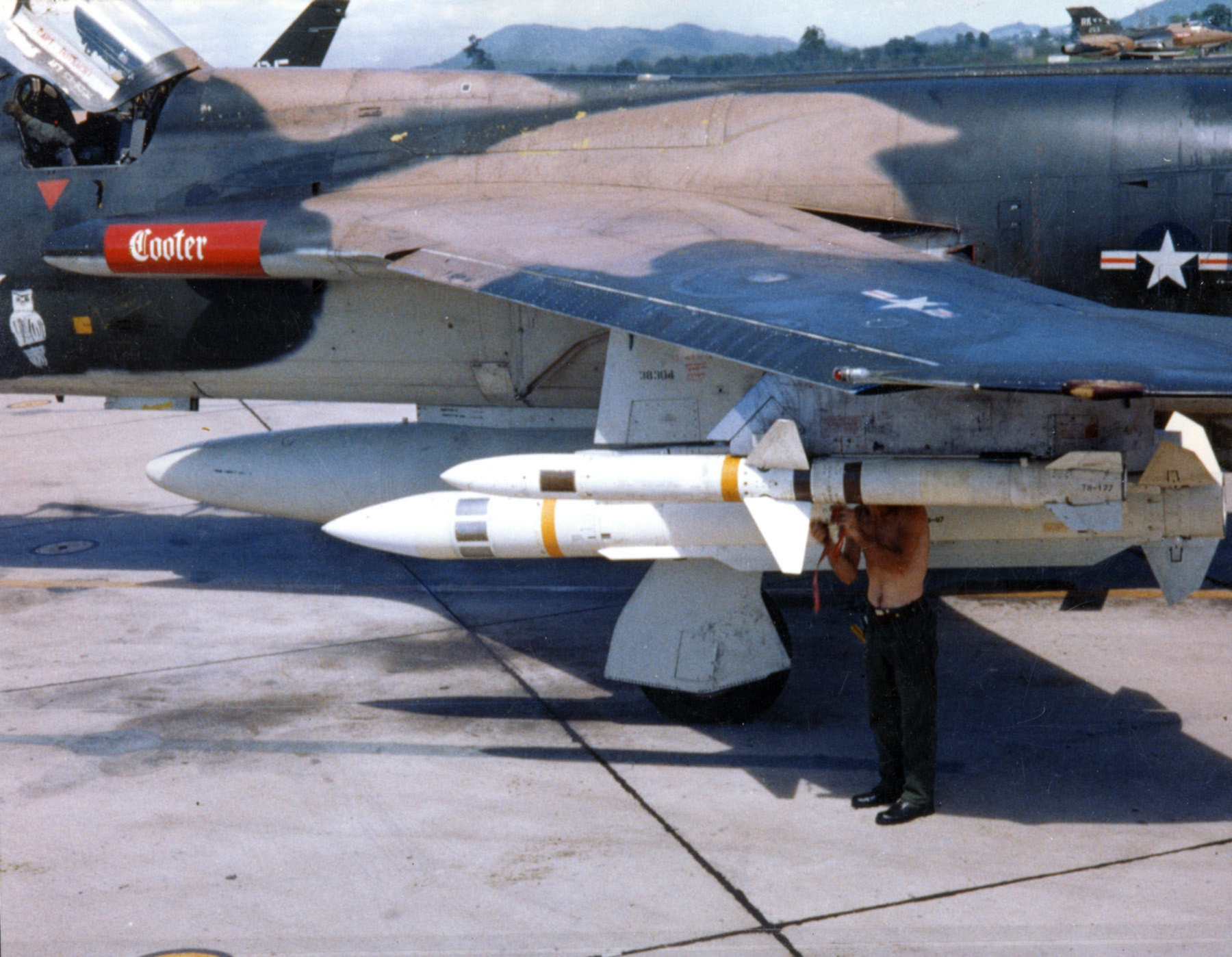
En AGM-45 Shrike (ytterst) och en AGM-78 Standard ARM (innanför) under vingen på en EF-105F.

## Historia
Efter att AGM-45 Shrike tagits i tjänst 1966 och börjat användas i vietnamkriget stod det snart ganska klart att den hade begränsningar: räckvidden kortare än den hos de SA-2 luftvärnsbatterier den var tänkt att bekämpa, sprängladdningen var liten och målsökaren såg bara i flygplanets färdriktning och den och kunde inte hitta målet efter att fienden stängt av sin radar. Man behövde en större robot som kunde flyga längre och bära en större sprängladdning. Valet föll på luftvärnsroboten RIM-66 Standard och General Dynamics fick uppdraget att bygga om dem till anti-radarrobotar.
Den första modellen AGM-78A var en RIM-66 Standard MR som försetts med fästen för att bäras av stridsflygplan och en målsökare från AGM-45 Shrike. Målsökaren satt inte fast monterad som på AGM-45 utan var vridbar, vilket var möjligt tack vare robotens större diameter. Det gav sökaren i AGM-78 ett större siktfält och den kunde därmed avfyras mot mål som inte låg direkt i flygplanets färdriktning samt ibland utanför det fientliga luftvärnsbatteriets räckvidd, vilket var en begränsning för föregångaren AGM-45.
Den beväpnade F-105 Thunderchief och F-4 Phantom II under Vietnamkriget. Senare användes den av US Navy:s A-6 Intruder.

## Varianter
- AGM-78A Första produktionsmodellen baserad på RIM-66 och AGM-45.
- AGM-78A2 AGM-78A kompletterad med en SDU-29B fosfor-laddning för skadeutvärdering.
- AGM-78A4 AGM-78A uppgraderad med samma minne och målsökare som AGM-78B.
- AGM-78B Andra produktionsmodellen med bredbandig signalsökare och minne för att lagra målets position. Detta medgav att missilen kunde träffa den fientliga radarinstallationen även efter att den stängts av, vilket fick föregångaren att missa.[2]
- AGM-78C Tredje produktionsmodellen var billigare att tillverka och mer tillförlitlig.
- AGM-78D Fjärde produktionsmodellen med ny motor (Aerojet Mk 69).
- AGM-78D2 AGM-78D med laserzonrör.